# Czaniec
Czaniec is een dorp in de Poolse woiwodschap Silezië. De plaats maakt deel uit van de gemeente Porąbka en telt 5400 inwoners.